# 오타루 운하

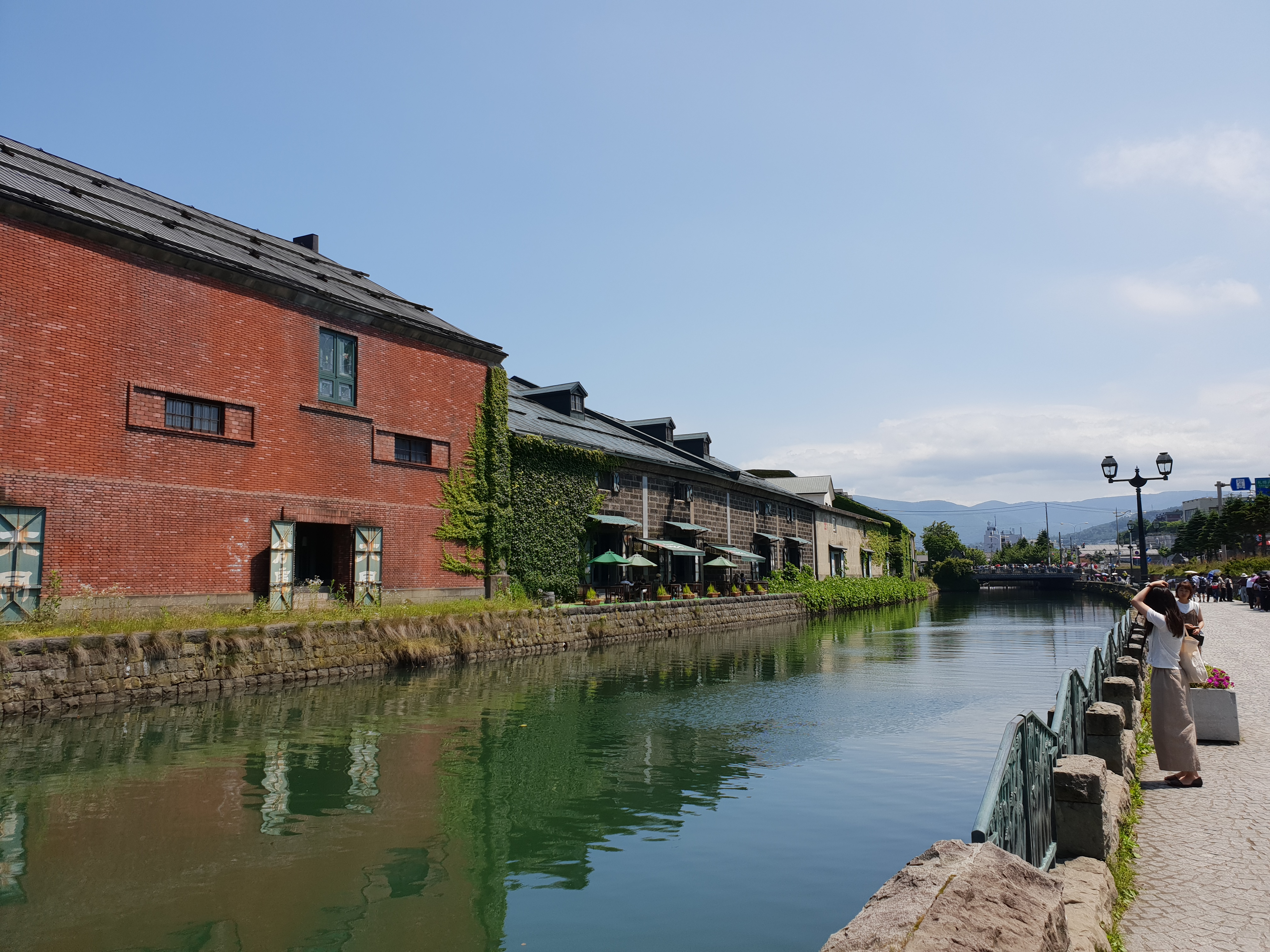
오타루 운하

오타루 운하(小樽運河 오타루운가[*])는 일본 홋카이도 오타루시에 있는 운하이다.
일본에서는 유일하게 난바다 매립 방식으로 만들어졌고 완만하게 구부러져 있는 것이 특징이다. 전체 길이 1,140m이다.

## 역사
1923년에 완성됐다. 1945년 일본제국이 패망한 후에 오타루항에 부두가 정비되면서 수로로서의 역할은 끝났다. 1966년 오타루 시내의 교통 정체를 완화하기 위해 도로를 6차선으로 넓히는 계획을 세웠다. 1986년에 운하의 일부를 매립해 폭의 절반이 되어 도로가 되고 산책로가 정비되면서 오타루시의 관광지가 되었으며, 주변 지역을 포함하여 관광지로 변모했다. 산책로에는 63개의 가스등이 설치되어 있다.